# Porling

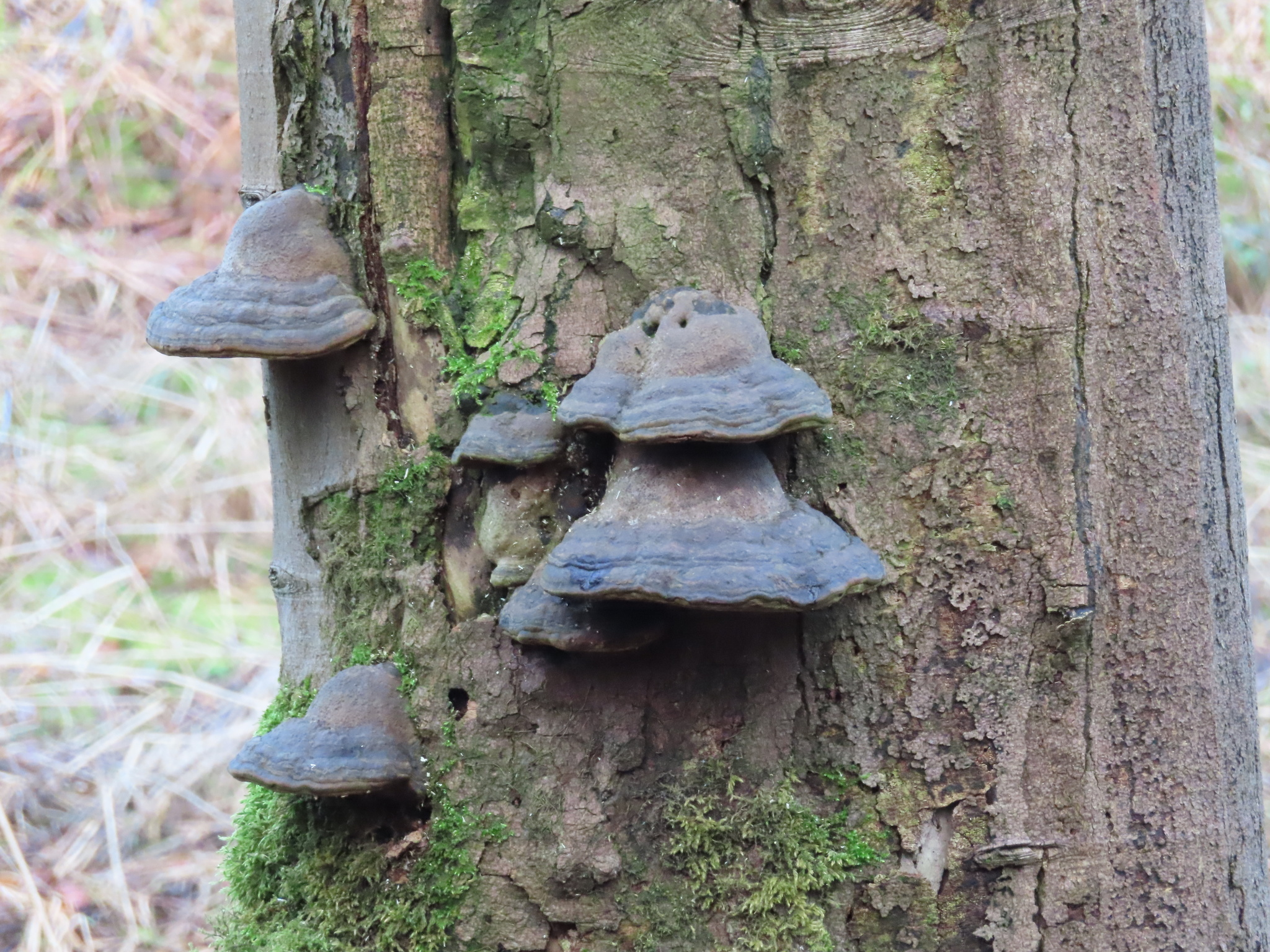
Der Zunderschwamm (Fomes fomentarius) bildet mehrjährige, laterale Fruchtkörper aus.

Als Porlinge werden die Fruchtkörper einiger Baumpilze bezeichnet, die zu den Ständerpilzen gehören, ein zumeist röhriges/poriges Hymenophor aufweisen und deren Hymenophoraltrama sich nicht oder nicht wesentlich von der übrigen Trama unterscheidet. Die Porlinge sind polyphyletisch und bilden keine taxonomische Einheit.

## Merkmale

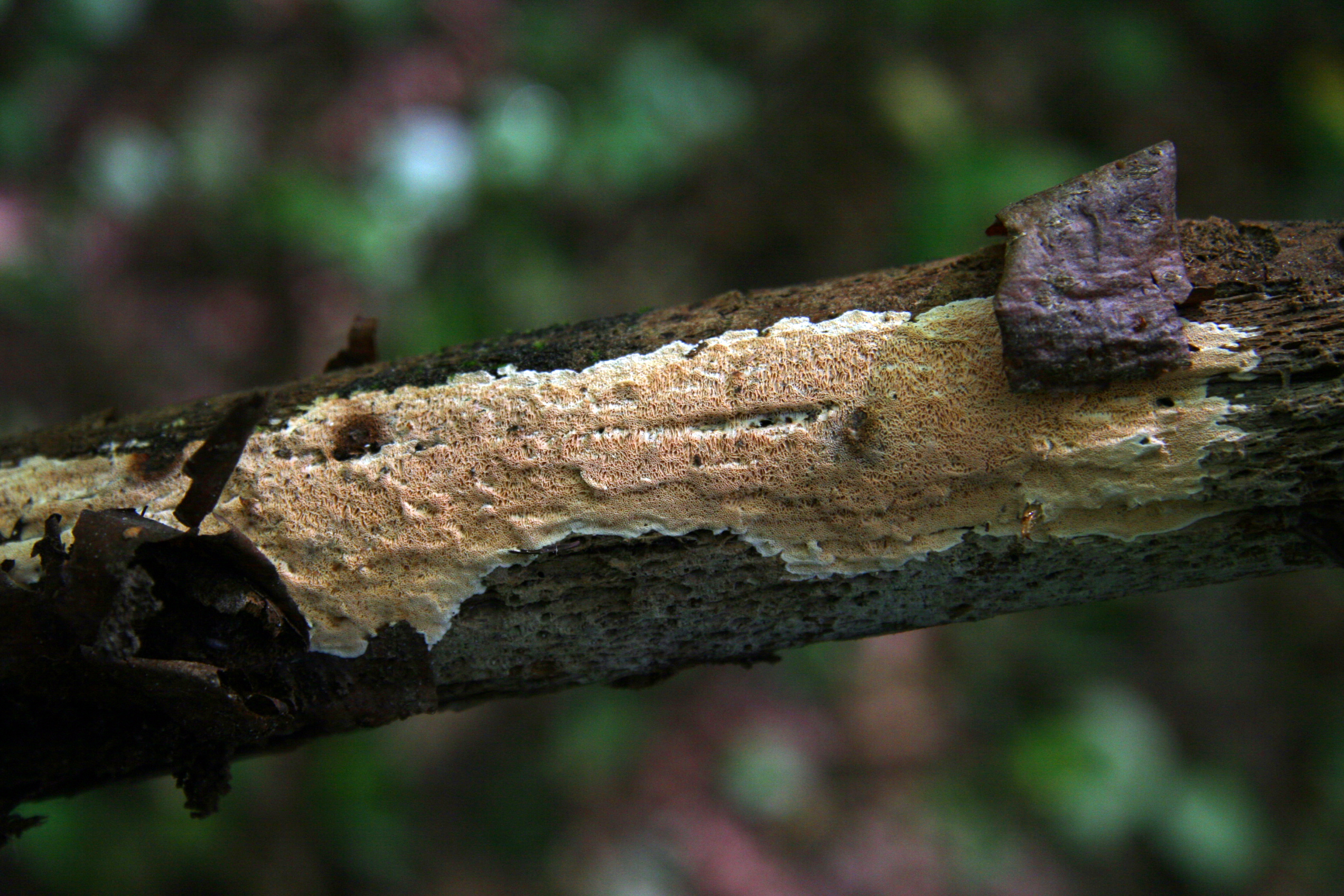
Der Schönfarbige Porenschwamm (Junghuhnia nitida) ist ein resupinater Porling.

### Makroskopische Merkmale
Porlinge können effus/resupinat (flächig ausgebreitet), effus-reflex (ausgebreitet mit abstehenden Hütchen) oder pileat (hutförmig mit steriler Oberseite und zur Erde gerichtetem Hymenophor) sein. Pileate Porlinge können lateral (seitlich am Substrat angewachsen) oder stipitat (gestielt) sein.

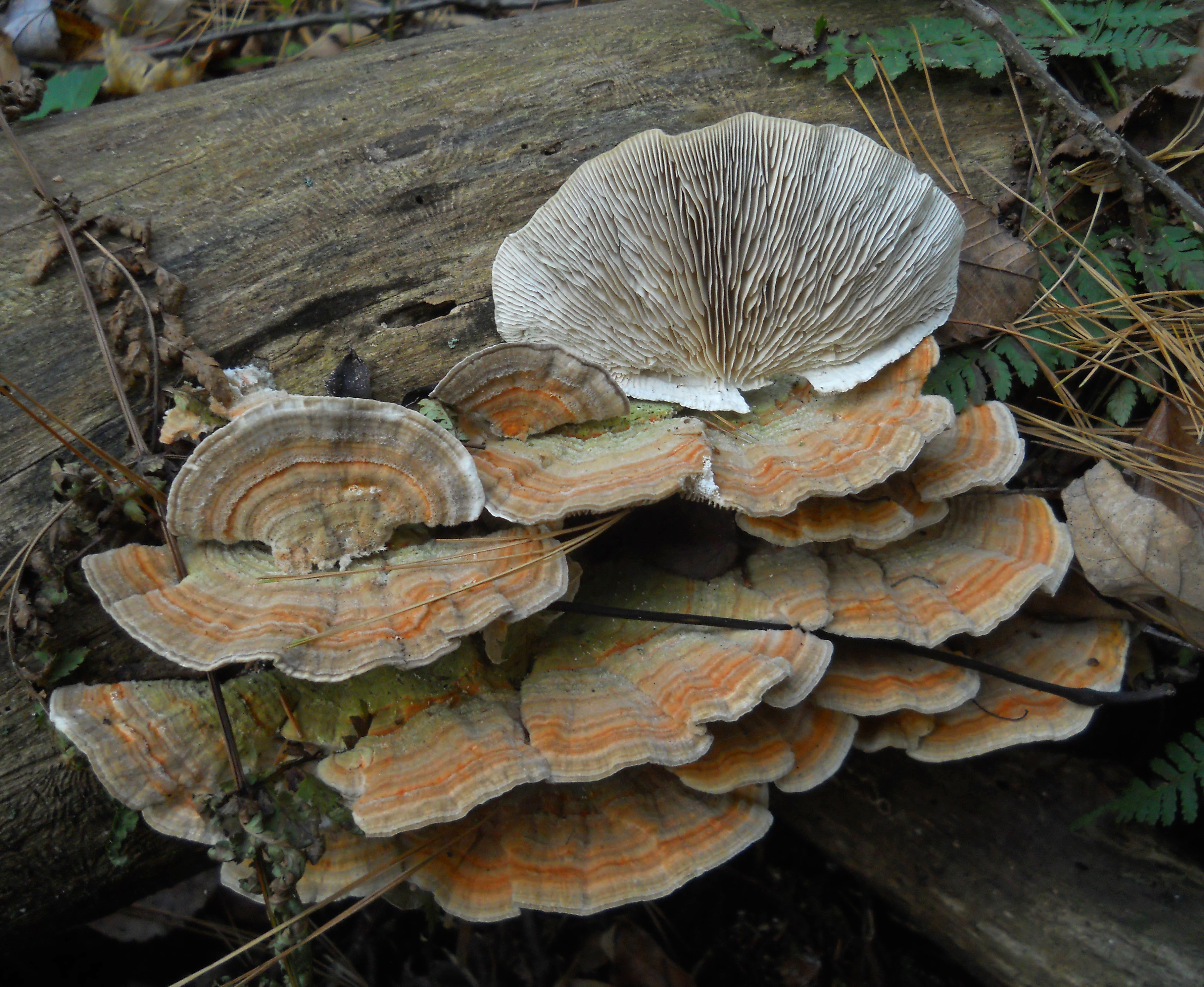
Beim Birken-Blättling (Trametes betulina) ist das Hymenophor lamellenartig ausgebildet.

Das Hymenophor der Porlinge ist meist röhrig geformt, mit runden, eckigen, wabenförmigen, länglich schlitzförmigen Poren, allerdings kommen auch derb lamellige oder labyrinthische Ausprägungen vor. Die Abgrenzung zu Pilzarten mit anders beschaffenem Hymenophor (beispielsweise glatt, stachelig oder gerunzelt) kann unklar sein. Die Oberfläche der Porlinge kann (falls vorhanden) beispielsweise samtig, zottig-filzig, grubig oder glatt sein. Einige Arten bilden harte Krusten, die matt oder glänzend sein können. Bei einigen Arten wird diese Kruste teilweise von harzigen Ausscheidungen gebildet und schmilzt unter Hitzeeinfluss, beispielsweise beim Rotrandigen Baumschwamm (Fomitopsis pinicola) oder einigen Lackporlingen (Ganoderma).

### Mikroskopische Merkmale
Für die mikroskopische Bestimmung der Porlinge ist die Identifikation des jeweiligen Hyphensystems relevant, dass mono-, di- oder trimitisch sein kann. Je nach Art können die Hyphen an den Septen Schnallen ausbilden.
Das Hymenium besteht zumeist nur aus keulenförmigen, seltener zylindrischen oder bauchigen Basidien und Basidiolen. Die Arten mit Schnallen an den Septen der generativen Hyphen haben in der Regel auch Basalschnallen an den Basidien. Bei den meisten Arten haben die Basidien vier Sterigmen. Je nach Art kommen Zystiden, Zystidiolen, Pseudozystiden, Hyphidien oder Setae vor.
Die Sporen besitzen zumeist einen Hilarappendix und sind oft mittig vertieft (Hilardepression). Sie sind oft klein (unter 10 µm), glatt, dünnwandig, unpigmentiert und hyalin, zumeist globos, subglobos, ellipsoid, zylindrisch oder allantoid.
Bei einigen Porlingen kommen Chlamydosporen vor, beispielsweise beim Leberreischling (Fistulina hepatica) oder beim Schwefelporling (Laetiporus sulphureus).

## Wachstum und Entwicklung
Im Gegensatz zu den Hutpilzen sind die Porlinge Crustothecien; sie entwickeln sich nicht nodulär (monozentrisch über Knoten mit primordial vorgebildeten Fruchtkörpern), sondern myzelial (mono- oder polyzentrisch durch Spitzenwachstum der Hyphen).
Porlinge gehören zu den wenigen Pilzgruppen, bei denen einige Arten mehrjährige (perennierende) Fruchtkörper bilden können. Nach der Sporulation wachsen diese weiter und bilden neue Hymenophorschichten. Besonders alt werden beispielsweise Fruchtkörper des Zunderschwamms und der Feuerschwämme (Phellinus s. l.); sie können teilweise mehrere Jahrzehnte alt werden.

## Ökologie und Lebensweise
Die meisten Porlinge leben saprotroph oder parasitisch, indem sie sich von lebendem oder totem Holz ernähren. Je nach Art sind sie Weiß- oder Braunfäuleerreger. Wenige Gattungen wie beispielsweise die Schafporlinge (Albatrellus) oder die Dauerporlinge (Coltricia) sind Mykorrhizapilze.

## Bedeutung

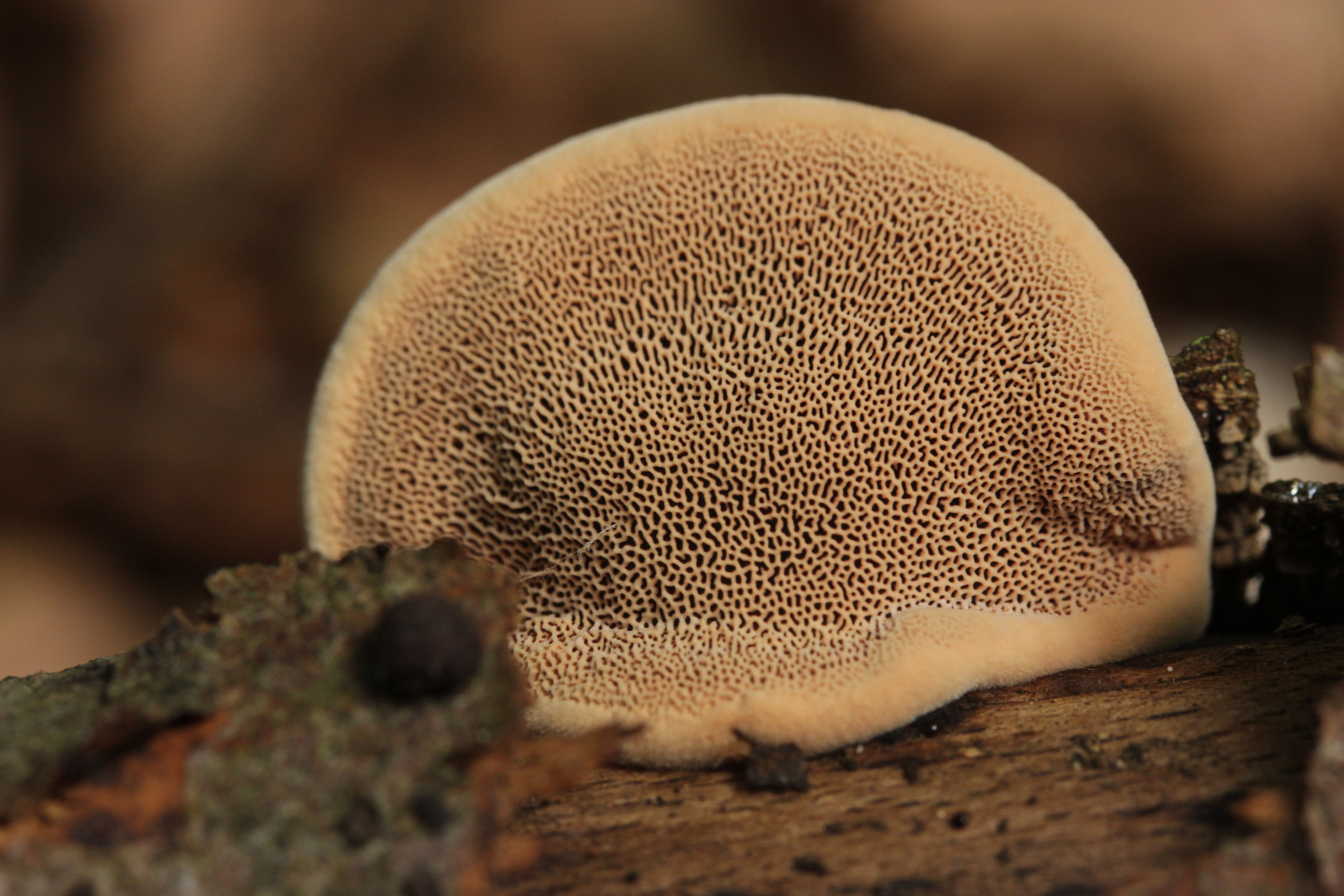
Der Zimtfarbene Weichporling (Hapalopilus nidulans) ist stark giftig.

Porlinge dienen als Lebensraum, Schutz sowie als Nahrungsquelle für Insekten (insbesondere Käfer), Schnecken, Tausendfüßler, Asseln und Spinnentiere. Spechte bauen ihre Bruthöhlen gern in von Porlingen befallenen Bäumen, weil das befallene Holz weicher ist.
Die meisten Arten sind für Speisezwecke bedeutungslos, weil sie oft sehr hart oder korkig-zäh sind. Einige Arten sind essbar, darunter die Schafporlinge (Albatrellus), der Schwefelporling (Laetiporus sulphureus), der Eichhase (Polyporus umbellatus), der Sklerotien-Stielporling (Polyporus tuberaster), der Klapperschwamm (Grifola frondosa) der Schuppige Porling (Cerioporus squamosus), der Eichen-Leberreischling (Fistulina hepatica) oder der Riesenporling (Meripilus giganteus). Der einzige bekannte stark giftige Porling ist der Zimtfarbene Weichporling (Hapalopilus nidulans).
Einigen Arten wird in der Naturheilkunde medizinisches Potenzial als Heil- oder Vitalpilze nachgesagt. So wurde der Birkenporling (Fomitopsis betulina) schon in der Jungsteinzeit genutzt (man fand zwei Exemplare bei der Gletschermumie Ötzi). Ganoderma lingzhi, eine dem Glänzenden Lackporling (G. lucidum) nahe verwandte Art, wird als Reishi in der traditionellen chinesischen Medizin eingesetzt. Weitere Beispiele für Porlinge, die als Heil- oder Vitalpilze verwendet werden, sind die Schmetterlings-Tramete (Trametes versicolor) oder der Lärchenbaumschwamm (Laricifomes officinalis).
Die Trama einiger Porlinge wie des Zunderschwamms (Fomes fomentarius) kann für die Feuererzeugung genutzt werden.

## Systematik
Zu den Porlingen werden Pilzarten aus verschiedenen Ordnungen gezählt, darunter unter anderem Champignonartige (Agaricales), Pfifferlingsartige (Cantharellales), Blättlingsartige (Gloeophyllales), Borstenscheiblingsartige (Hymenochaetales), Stielporlingsartige (Polyporales), Täublingsartige (Russulales) und Warzenpilzartige (Thelephorales).